# Sericoleon paessleri
Sericoleon paessleri är en insekt som beskrevs 1933 av Peter Esben-Petersen. Arten placeras i det egna släktet Sericoleon och familjen myrlejonsländor. Inga underarter finns listade i Catalogue of Life.